# 133527 Fredearly
133527 Fredearly este un asteroid din centura principală de asteroizi.

## Descriere
133527 Fredearly este un asteroid din centura principală de asteroizi. A fost descoperit pe 5 octombrie 2003 la Wrightwood de James Whitney Young. Asteroidul prezintă o orbită caracterizată de o semiaxă mare de 3,15 ua, o excentricitate de 0,10 și o înclinație de 8,9° în raport cu ecliptica.